# Fimbristylis bahiensis
Fimbristylis bahiensis är en halvgräsart som beskrevs av Ernst Gottlieb von Steudel. Fimbristylis bahiensis ingår i släktet Fimbristylis och familjen halvgräs. Inga underarter finns listade i Catalogue of Life.